# Piaba
Piaba ou piava é um termo que designa várias espécies de peixes encontrados nos rios do Brasil, apresentando variação regional. Pode referir-se aos representantes dos gêneros Leporinus Spix (es) e Schizodon Agass. (en), bem como aos lambaris, entre outros.

## Etimologia
"Piaba" e "piava" procedem do termo tupi pi'awa, que significa "pele manchada". "Piau" procede do termo tupi pi'au, "pele manchada". "Aracu" procede do termo tupi ara'ku.

## Características
Uma das espécies conhecidas sob o nome de piava, a piava-de-três-pintas (Leporinus frederici Bloch), pode atingir até cinquenta e cinco centímetros de comprimento e 2,5 quilogramas de peso. É um peixe de cor brilhante, prateada. A boca é pequena, porém possui dentes fortes e capazes de arrebentar anzóis fracos. Costuma nadar muito em busca de comida. Suas preferências são por vegetais, sementes, larvas de insetos, além de pequenos peixes.
As piabas-vermelhas (Leporinus copelandii Steindachner) efetuam uma migração em direção à nascente para reprodução e, depois, retornam rio abaixo.